# Hewi Metal
Hewi Metal – pierwszy album studyjny zespołu Nocny Kochanek, który ukazał się 6 listopada 2015 roku niezależnym wydawnictwem w formie CD.  
Utrzymany jest w stylistyce heavy metalu. Krążek zawiera klasyczny i melodyjny heavy metal ze współczesnym brzmieniem, zawierający elementy power metalu. Uwagę zwracają teksty napisane z przymrużeniem oka. 
W styczniu 2019 roku otrzymał status złotej płyty, a w styczniu 2024 – platynowej.

## Lista utworów
1. „Karate” – 4:27
2. „Dej mu” – 4:02
3. „Wielki wojownik” – 3:28
4. „Andżeju...” – 3:25
5. „Zaplątany” – 6:00
6. „Wakacyjny” – 4:21
7. „Minerał Fiutta” – 2:17
8. „Diabeł z piekła” – 5:20
9. „Piątunio” – 3:59
10. „Ostatni numer” – 3:21

## Wykonawcy
- Krzysztof Sokołowski – śpiew
- Arkadiusz Majstrak – gitara
- Robert Kazanowski – gitara
- Artur Pochwała – gitara basowa
- Dominik Wójcik – perkusja